# Cranequín
Es un sistema de piñón y cremallera usado durante la Alta Edad Media para tensar una ballesta.
El usuario actuaba girando una manivela que es solidaria con un pequeño piñón que ataca otro mucho más grande, lo que proporciona la demultiplicación del esfuerzo. El piñón primario, el más grande, es el que se tira de una barra de metal a través de una cremallera, lo que permitía tensar una ballesta. 
Con este sistema los ballesteros de la época fueron capaces de lanzar flechas con muchísima más potencia que antes de la invención de este sistema mecánico.

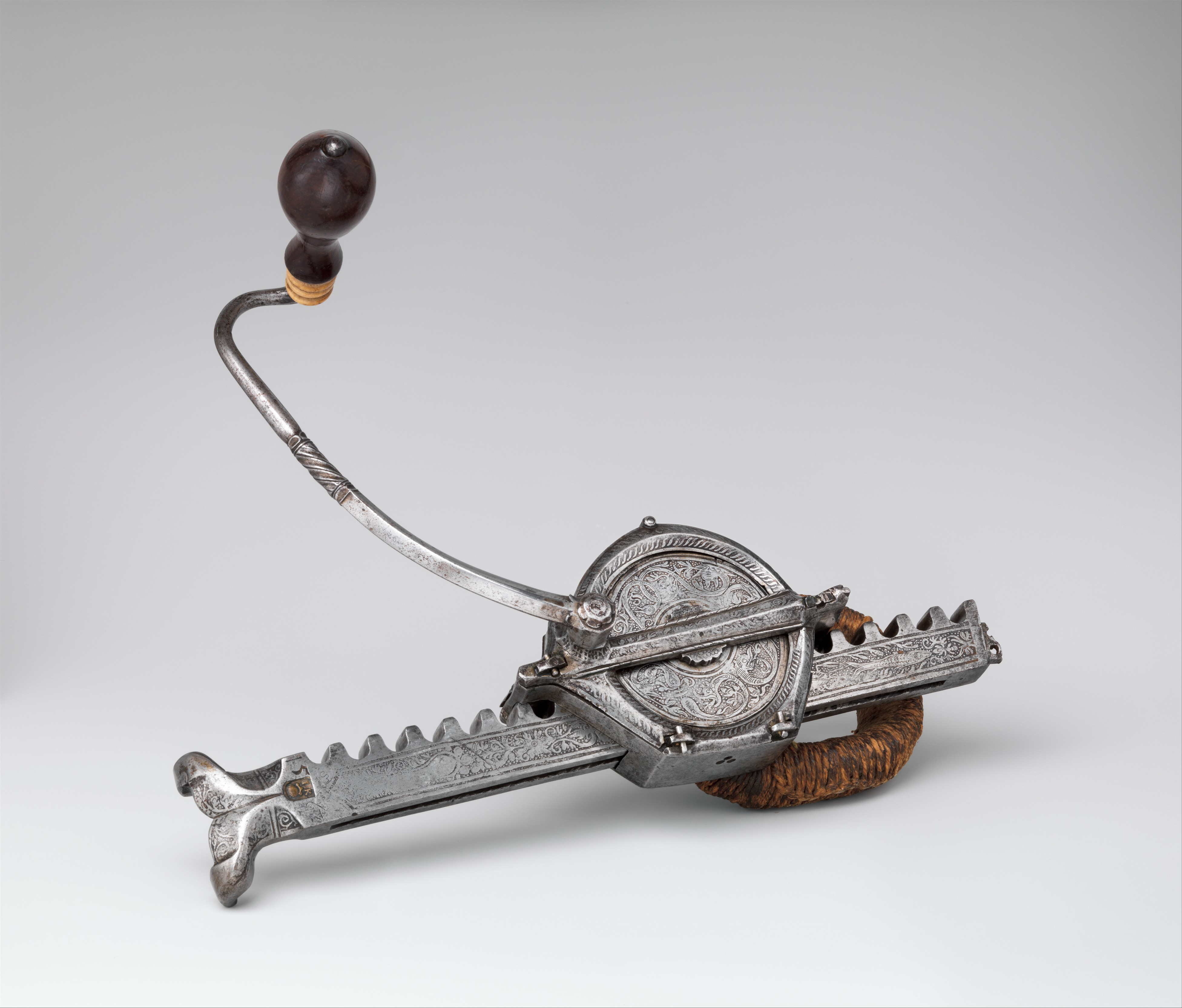
Cranequín externo típico

Originalmente el cranequin era independiente de la ballesta, más adelante, la tecnología militar consiguió integrarlo en la propia arma.
- Datos: Q60829626
- Multimedia: Cranequin / Q60829626